# Bijeli ruski hrčak
Bijeli ruski hrčak (Phodopus sungorus) je vrsta hrčka iz roda Phodopus.
Porijeklo vuče iz istočnog Kazahstana i sjeverozapadne Rusije. 
Vrlo su čiste životinje te vole čistiti svoje krzno. To ih vrlo često dođe glave jer ih love zbog krzna. Prosječni životni vijek im je 1½ do 2 godine. Narastu 8 do 10 cm. Vrlo rijetko se prodaju kao kućni ljubimci u trgovinama kućnih ljubimcima. Bijeli ruski hrčci kojima bi ruski patuljasti hrčak mogao biti predak ne smiju jesti hranu koja sadrži monosaharide, zbog opasnosti od diabetesa mellitusa.
Poznat je po zanimljivosti po kojoj je čak i dobio ime, a to je da tijekom zime njegovo krzno poprimi bijelu boju.